# Ciclismo nos Jogos Olímpicos de Verão de 2024 - Estrada contra o relógio masculino
A prova de estrada contra o relógio masculino do ciclismo nos Jogos Olímpicos de Verão de 2024 ocorreu em 27 de julho de 2024 num percurso iniciado no Palácio dos Inválidos e finalizado na Ponte Alexandre III, em Paris. Um total de 34 ciclistas de 27 Comitês Olímpicos Nacionais (CON) participaram do evento.

## Qualificação
Um total de 36 vagas estavam disponíveis no contrarrelógio masculino. Todas as vagas foram atribuídas aos CONs, que selecionou os ciclistas a competir e alocadas prioritariamente através do Ranking Mundial da União Ciclística Internacional (UCI):
- Ranking Mundial da UCI: os 25 primeiros CONs qualificaram um ciclista cada um;
- Campeonato Mundial de 2023: os 10 melhores colocados ainda não classificados ganharam uma vaga cada um;
- Convite: a Equipe Olímpica de Refugiados recebeu uma vaga.

## Formato
A prova contra o relógio é realizada de forma escalonada, com os ciclistas partindo um a um do ponto de largada em intervalos de um minuto e meio, com intervalos maiores entre grupos de ciclistas. O percurso de 32,4 km se iniciou na esplanada do Palácio dos Inválidos e passou pela Saint-Germain-des-Prés, Praça da Bastilha, Bosque e Castelo de Vincennes, Place de la Nation até retornar para Saint-Germain-des-Prés e finalizar na Ponte Alexandre III.

## Calendário
Horário local (UTC+2)
| Dia                 | Horário | Fase  |
| ------------------- | ------- | ----- |
| 27 de julho de 2024 | 16:30   | Final |

## Medalhistas
| Ouro   | BEL Remco Evenepoel |
| Prata  | ITA Filippo Ganna   |
| Bronze | BEL Wout van Aert   |

## Resultados
Os ciclistas a completar o percurso de 32,4 km no menor tempo conquistam as medalhas.

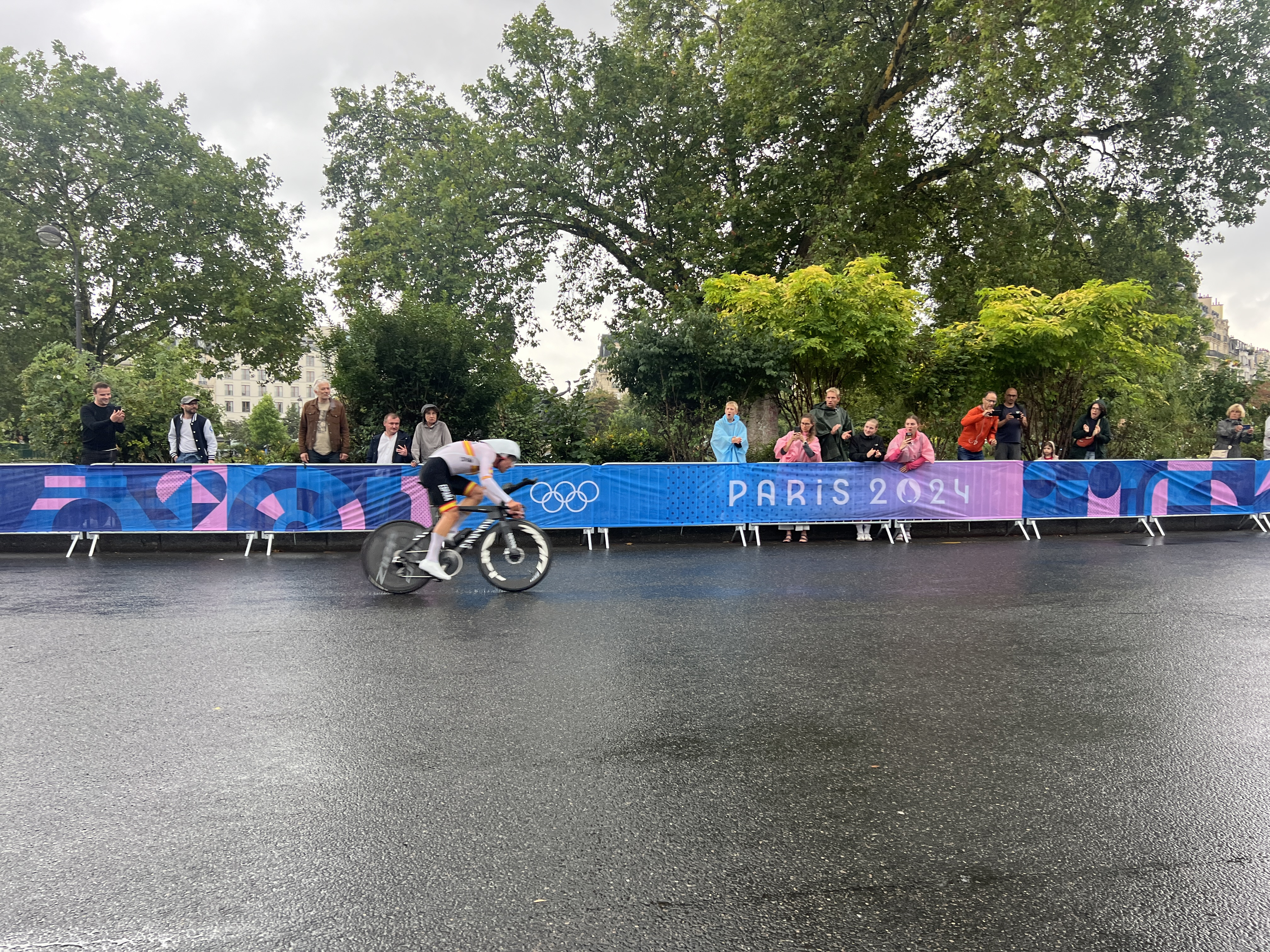
Ciclista passando pelo trecho na Place de la Nation

| Pos.              | Bib | Ciclista                | CON                               | Tempo    | Dif.     |
| ----------------- | --- | ----------------------- | --------------------------------- | -------- | -------- |
| Medalha de ouro   | 1   | Remco Evenepoel         | BEL Bélgica                       | 36:12.16 |          |
| Medalha de prata  | 2   | Filippo Ganna           | ITA Itália                        | 36:27.08 | +0:14.92 |
| Medalha de bronze | 11  | Wout van Aert           | BEL Bélgica                       | 36:37.79 | +0:25.63 |
| 4                 | 5   | Josh Tarling            | GBR Grã-Bretanha                  | 36:39.95 | +0:27.79 |
| 5                 | 3   | Brandon McNulty         | USA Estados Unidos                | 37:16.60 | +1:04.44 |
| 6                 | 14  | Stefan Bissegger        | SUI Suíça                         | 37:38.57 | +1:26.41 |
| 7                 | 6   | Nelson Oliveira         | POR Portugal                      | 37:43.15 | +1:30.99 |
| 8                 | 4   | Stefan Küng             | SUI Suíça                         | 37:47.67 | +1:35.51 |
| 9                 | 12  | Maximilian Schachmann   | GER Alemanha                      | 37:50.71 | +1:38.55 |
| 10                | 7   | Mikkel Bjerg            | DEN Dinamarca                     | 37:55.32 | +1:43.16 |
| 11                | 25  | Mathias Vacek           | CZE Chéquia                       | 37:55.62 | +1:43.46 |
| 12                | 26  | Ryan Mullen             | IRL Irlanda                       | 37:57.16 | +1:45:00 |
| 13                | 8   | Tobias Foss             | NOR Noruega                       | 37:57.28 | +1:45:12 |
| 14                | 18  | Mattias Skjelmose       | DEN Dinamarca                     | 37:57.69 | +1:45:53 |
| 15                | 19  | Kévin Vauquelin         | FRA França                        | 38:04.93 | +1:52.77 |
| 16                | 13  | Magnus Sheffield        | USA Estados Unidos                | 38:05.24 | +1:53.08 |
| 17                | 15  | Daan Hoole              | NED Países Baixos                 | 38:06.68 | +1:54.52 |
| 18                | 31  | Alberto Bettiol         | ITA Itália                        | 38:06.77 | +1:54.61 |
| 19                | 23  | Felix Großschartner     | AUT Áustria                       | 38:17.36 | +2:05.20 |
| 20                | 16  | Derek Gee               | CAN Canadá                        | 38:28.17 | +2:16.01 |
| 21                | 10  | Yevgeniy Fedorov        | KAZ Cazaquistão                   | 38:33.98 | +2:21.82 |
| 22                | 22  | Attila Valter           | HUN Hungria                       | 38:45.68 | +2:33.52 |
| 23                | 24  | Michał Kwiatkowski      | POL Polônia                       | 38:49.60 | +2:37.44 |
| 24                | 30  | Laurence Pithie         | NZL Nova Zelândia                 | 38:49.76 | +2:37.60 |
| 25                | 28  | Rui Costa               | POR Portugal                      | 39:00.07 | +2:47.91 |
| 26                | 27  | Oier Lazkano            | ESP Espanha                       | 39:08.86 | +2:56.70 |
| 27                | 33  | Jan Tratnik             | SLO Eslovênia                     | 39:38.12 | +3:25.96 |
| 28                | 21  | Sainbayaryn Jambaljamts | MGL Mongólia                      | 40:19.93 | +4:07.77 |
| 29                | 20  | Biniam Girmay           | ERI Eritreia                      | 40:20.65 | +4:08.49 |
| 30                | 34  | Amir Ansari             | EOR Equipe Olímpica de Refugiados | 40:26.14 | +4:13.98 |
| 31                | 32  | Gleb Syritsa            | AIN Atletas Individuais Neutros   | 40:33.30 | +4:21.14 |
| 32                | 29  | Achraf Ed Doghmy        | MAR Marrocos                      | 43:31.37 | +7:19.21 |
| 33                | 17  | Søren Wærenskjold       | NOR Noruega                       | DNF      |          |
| 33                | 9   | Lucas Plapp             | AUS Austrália                     | DNF      |          |